# Криштофорівська гора
Криштофо́рівська гора́  — ботанічний заказник місцевого значення. Розташований на околиці селища Криштофівка Могилів-Подільського району Вінницької області.
Цінна ділянка природної степової рослинності.
Площа — 15,3 га. Утворений у 1999 р. (Рішення Вінницької обласної ради від 17.12.1999 р.). Перебуває у віданні Бронницької сільської ради.
Заказник розташований на схилі крутизною 20°, ґрунти світло-сірі, опідзолені, деградовані, сильно змиті з виходом кам'яних утворень на поверхню та сильно розгалуженою яружно-балковою мережею. Використовується як пасовище.
Зафіксовано місце зростання видів рослин, занесених до Червоної книги України та списку рідкісних рослин Вінницької області: сон чорніючий, фіалка запашна, горицвіт весняний, тощо.
У 2010 р. увійшов до складу Регіонального ландшафтного парку «Дністер».

## Галерея

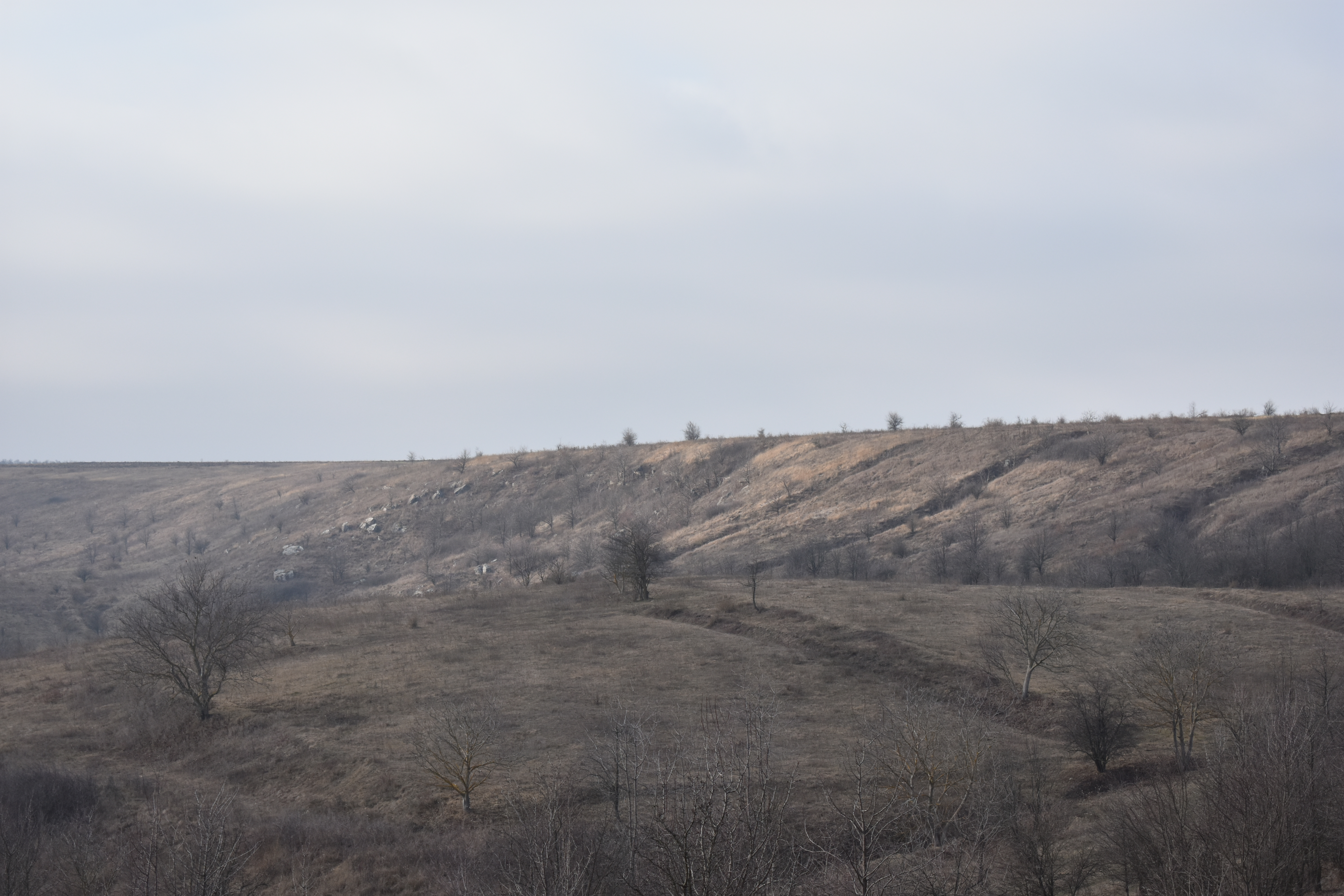
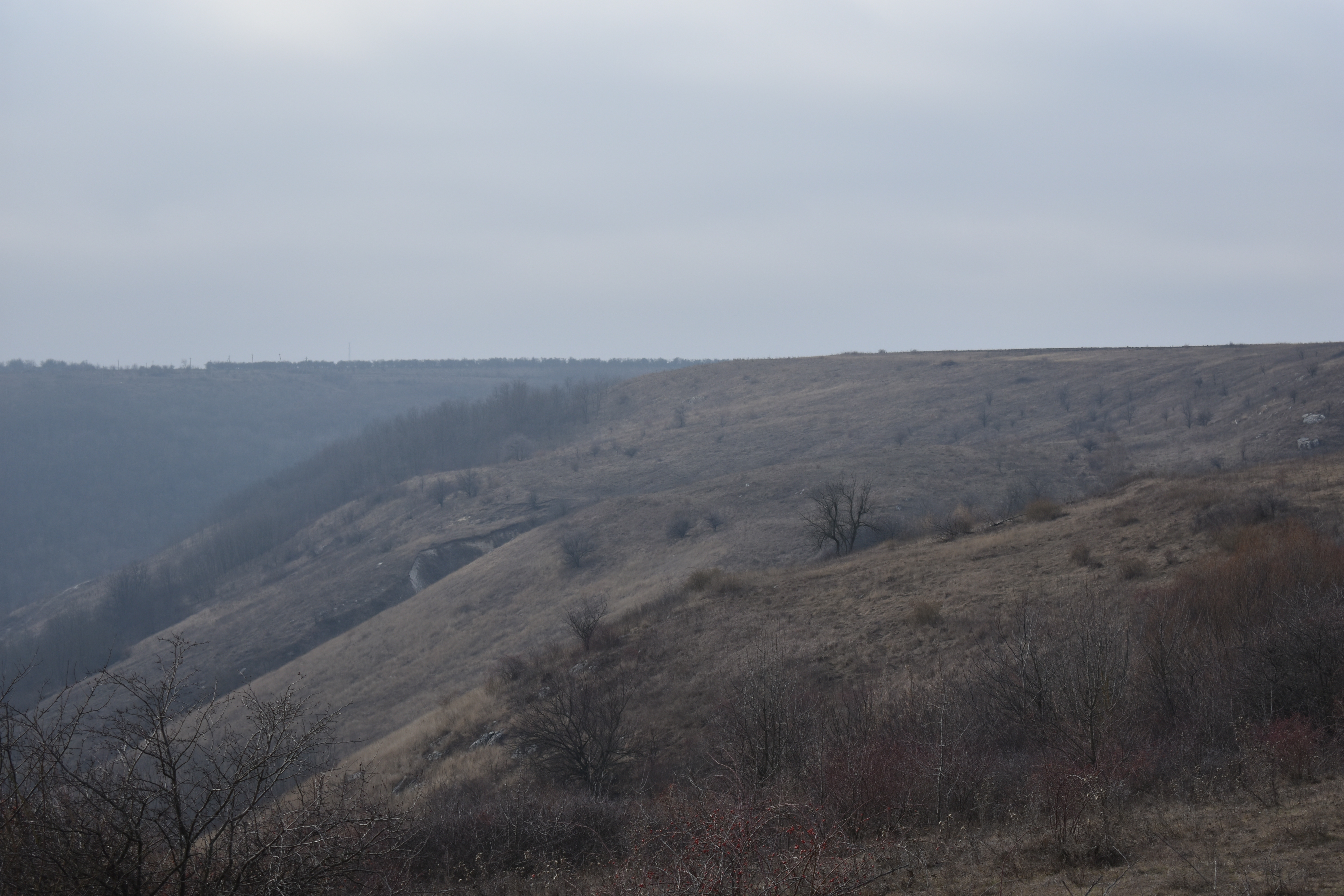
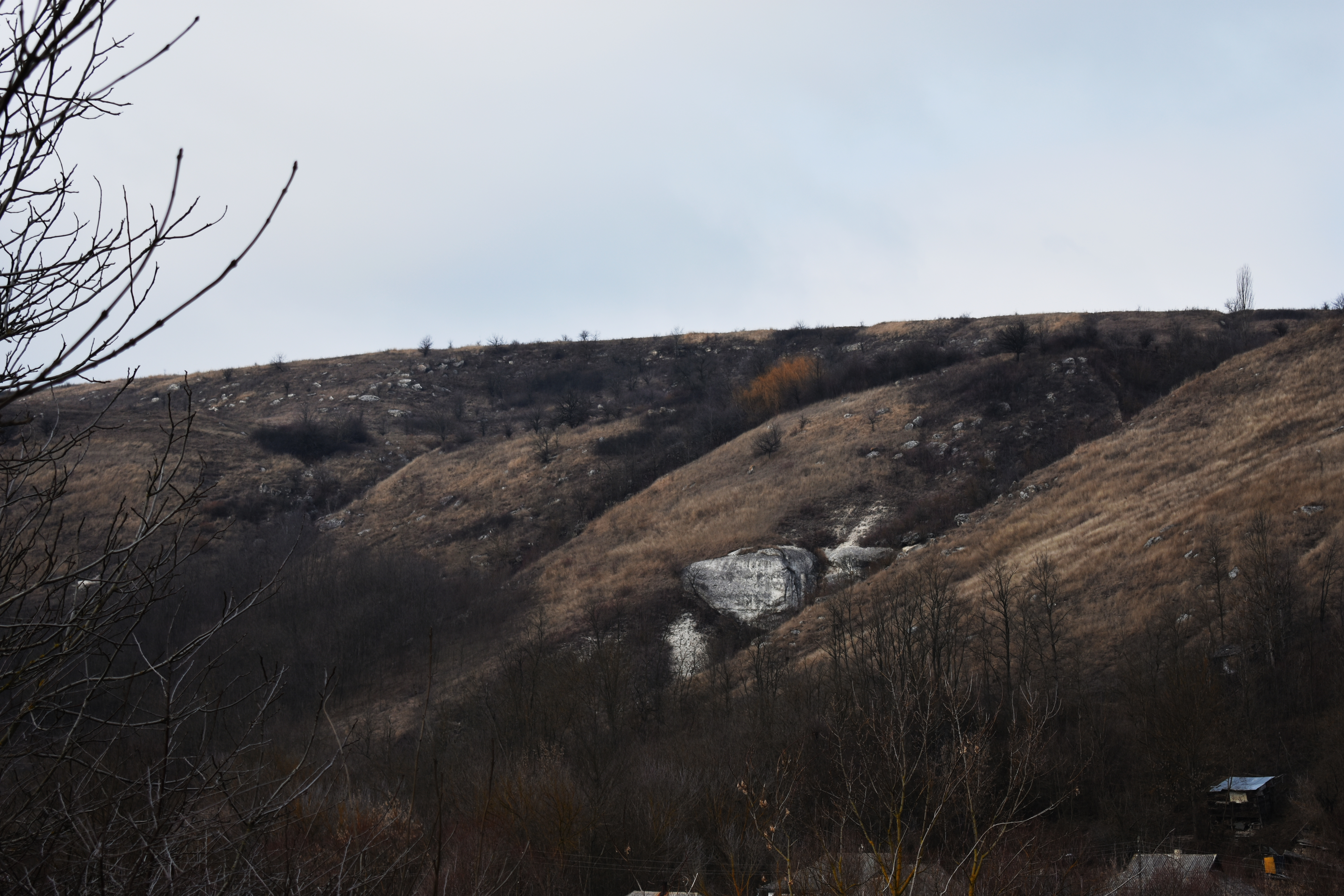
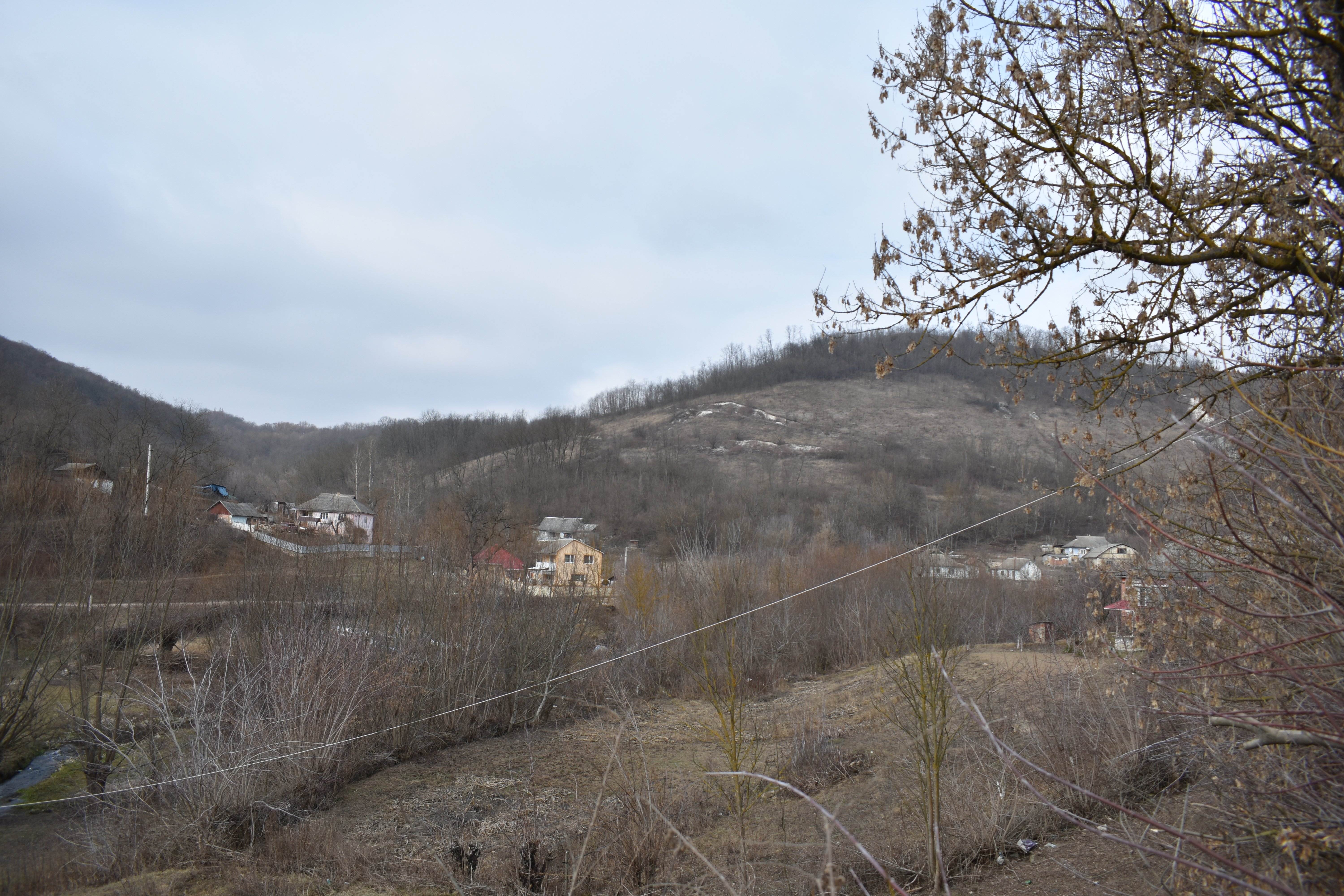